# Felix Gall
Felix Gall (Nußdorf-Debant, 27 de febrero de 1998) es un ciclista austriaco miembro del equipo Decathlon AG2R La Mondiale Team.
En 2015 se proclamó campeón del mundo en el mundial de Richmond (Estados Unidos) en la prueba en ruta para juniors.

## Palmarés
2015
- Campeonato Mundial en Ruta Junior

2019
- Istrian Spring Trophy, más 1 etapa

2023
- 1 etapa de la Vuelta a Suiza
- 1 etapa del Tour de Francia

## Resultados en Grandes Vueltas y Campeonatos del Mundo
| Carrera         | Carrera         | 2017 | 2018 | 2019 | 2020 | 2021 | 2022 | 2023 | 2024 | 2025 |
| --------------- | --------------- | ---- | ---- | ---- | ---- | ---- | ---- | ---- | ---- | ---- |
|                 | Giro de Italia  | —    | —    | —    | —    | —    | 50.º | —    | —    | —    |
|                 | Tour de Francia | —    | —    | —    | —    | —    | —    | 8.º  | 14.º | 5.º  |
|                 | Vuelta a España | —    | —    | —    | —    | —    | —    | —    | 29.º | —    |
| Mundial en Ruta | Mundial en Ruta | —    | —    | —    | Ab.  | —    | 97.º | —    | Ab.  | —    |

—: no participa
Ab.: abandono